# Pierre Mauclerc de La Musanchère
 Pierre Mauclerc de La Musanchère  (on trouve aussi les orthographes : Mousanchère, ou Muzanchère, ou Mésanchère), baptisé le 16 octobre 1700 à Saint-Martin-Lars et mort le 1er avril 1775 à Nantes, est un prélat français du XVIIIe siècle, qui fut évêque de Nantes de 1746 jusqu'à sa mort en 1775.

## Biographie
Il est le fils de Pierre Mauclerc (1629-1710), chevalier, seigneur de la Ferté, et de Françoise Grelier du Fougeroux, et petit-fils de François Mauclerc, seigneur de la Musanchère (Apremont), baron de Beaussay-le-Noble, et de Françoise Le Geay. Son père, protestant, abjure le calvinisme après la révocation de l'Édit de Nantes et a eu onze enfants, issus de trois mariages successifs, tous baptisés catholiques sauf les deux premiers.
Pierre Mauclerc de La Musanchère a pour parrain son beau-frère et cousin, Gabriel Suzannet de La Chardière, lui-même ancien protestant.
Il est un « chaleureux ami des jésuites ».
Docteur en Sorbonne, il devient chanoine de la cathédrale de Luçon, grand archidiacre et doyen. Il est nommé évêque de Nantes le 17 avril 1746, puis sacré à Paris l'année suivante.
Le 8 août 1754, Pierre Mauclerc de la Musanchère appelle Urbain-René de Hercé comme grand vicaire et se décharge sur lui de la plus grande charge de son administration. Il lui obtient le 26 mai 1761 l'abbaye Notre-Dame de Noyers, en Touraine.
Il décède le 1er avril 1775 à Nantes, la cérémonie des obsèques a lieu le 7 avril à la cathédrale.
Voici ce qu'en dit Claude Gilbert, dans son article publié en 2009, sur le blog Entre Plaine et Bocage : « Il est reconnu pour avoir administré son diocèse avec une grande sagesse ; en particulier quand il était confronté aux conflits générés au sein de l'Église catholique par les jansénistes et leurs opposants. Sa tolérance ou tout au moins, son absence de sectarisme dans cette affaire n'est sans doute pas sans lien avec l'histoire de sa famille. »

## Armes
D'argent à la croix potencée de gueules.